# Dolischnij Schepit
Dolischnij Schepit (ukrainisch Долішній Шепіт; russisch Долишний Шепот Dolischni Schepot, rumänisch Șipotele pe Siret bzw. Șipotele Siretului, deutsch Schipoth) ist ein Dorf im Rajon Wyschnyzja in der Oblast Tscherniwzi.
Am 12. Juni 2020 wurde das Dorf ein Teil der neu gegründeten Siedlungsgemeinde Berehomet im Rajon Wyschnyzja, bis dahin bildete es zusammen mit den Dörfern Leketschi (Лекечі), Lopuschna und Falkiw (Фальків) die Landratsgemeinde Dolischnij Schepit (Долішньошепітська сільська рада/Dolischnjoschepitska silska rada) im Süden des Rajons.

## Lage
Der Ort liegt auf 671 m an den Quellen des Großen Sereth im südlichen Teil des Rajons Wyschnyzja in der Nähe der rumänischen Grenze.

## Geschichte

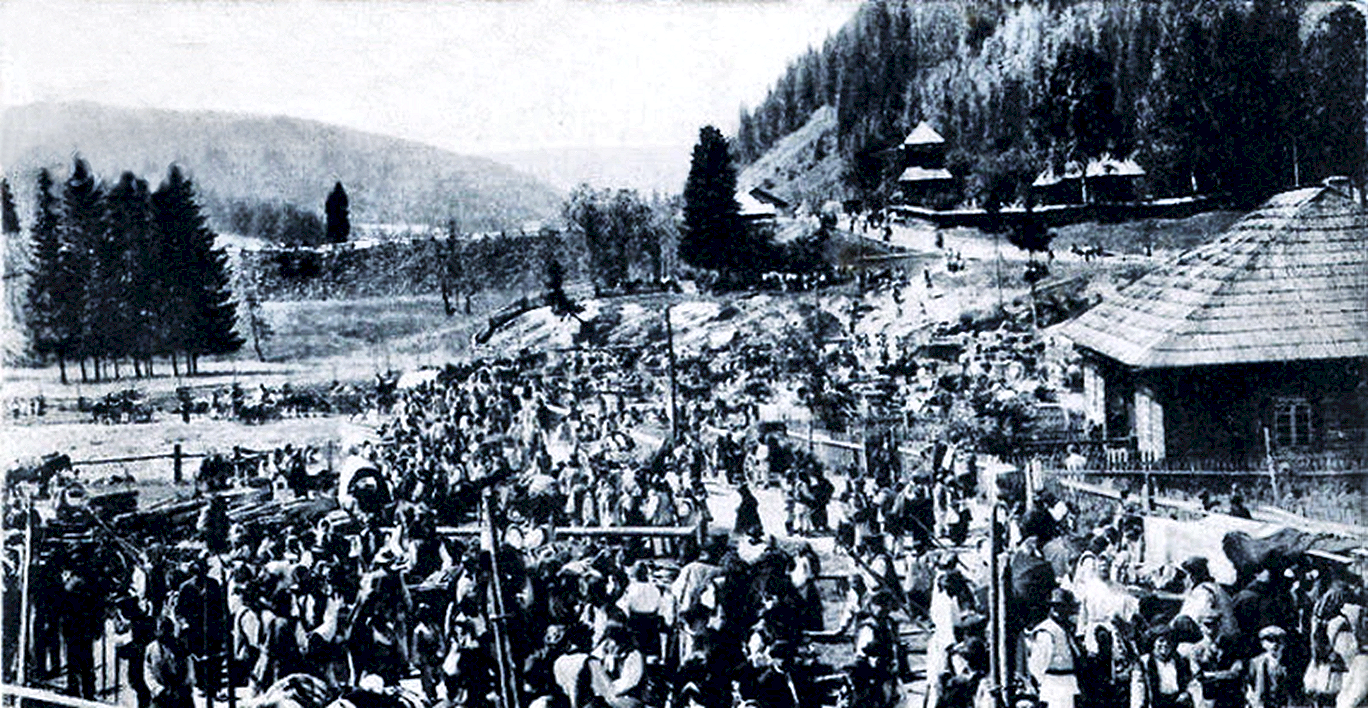
Schipoth an einem Festtag um 1900

In einer Bestätigungsurkunde über die Güter des Klosters Putna wird Schipoth erstmals am 15. März 1490 urkundlich erwähnt. Am 9. Dezember 1627 schenkte der moldauische Fürst Miron Barnovschi-Movilă dem Kloster „Adormirea Maicii Domnului“ aus Iași die Dörfer Toporăuți und Șipotele. Der Ort gehörte bis 1775 zum Fürstentum Moldau.
Nachdem 1774 die Bukowina gegen Ende des Russisch-Osmanischen Kriegs (1768–1774) vom neutralen Österreich besetzt worden war, wurde dies 1775 im Frieden von Küçük Kaynarca bestätigt, offiziell als Dank für Österreichs „Vermittlerdienste“ zwischen den Kriegsgegnern. Dadurch war Schipoth ein Teil Österreichs zuerst im Königreich Galizien und Lodomerien, ab 1849 im neu gegründeten Kronland Herzogtum Bukowina.
Das Dorf gehörte mitsamt dem Umland seit Anfang des 19. Jahrhunderts der Familie Wassilko, seit 1888 zum Iordaki Wassilkoschen Fideikommiss. 1862 wurde dort sogar eine Schule mit zwei Klassen eingerichtet. Nachdem der Landeshauptmann der Bukowina, Alexander Freiherr Wassilko von Serecki, die 1786 in Berhometh erbaute St.-Nikolaus-Kirche zum Zweck eines Neubaus 1889 in Berhometh hatte abtragen lassen, ließ er diese in Schipot wieder aufstellen.
Nach der Angliederung der Bukowina an das Königreich Rumänien am 27. November 1918 gehörte der Ort zum damaligen Bezirk Storojineț.
Die durch den Hitler-Stalin-Pakt bedingte Annexion der Nordbukowina erfolgte am 28. Juni 1940. Als Dolischni Schepot wurde es ein Teil der Sowjetunion, dazwischen, von 1941 bis 1944 wiederum rumänisch, wurde die gesamte Region 1947 in die Ukrainischen SSR integriert und ist seit 1991 ein Teil der unabhängigen Republik Ukraine.
Durch Ab- und Zuwanderungen nach dem Zweiten Weltkrieg leben dort derzeit Einwohner überwiegend ukrainischer Abstammung.